# Strzyżewice (Lublin)
Pour les articles homonymes, voir Strzyżewice.
Strzyżewice (prononciation : [stʂɨʐɛˈvit͡sɛ]) est un village polonais de la gmina de Strzyżewice dans le powiat de Lublin de la voïvodie de Lublin dans l'est de la Pologne.
Le village est le siège administratif (chef-lieu) de la gmina appelée gmina de Strzyżewice.
Il se situe à environ 24 kilomètres au sud-ouest de Lublin (siège du powiat et capitale de la voïvodie).
Le village comptait approximativement une population de 599 habitants en 2011.

## Histoire
De 1975 à 1998, le village est attaché administrativement à l'ancienne Voïvodie de Lublin.

Depuis 1999, il fait partie de la nouvelle voïvodie de Lublin.